# Modelsporvogn
En modelsporvogn er en gengivelse af en sporvogn i formindsket størrelse i model.
Modelsporvogne minder en del om modeltog og kan bruges som supplement til disse på modeljernbaneanlæg. De kan dog også bruges til rene modelsporveje, hvor der typisk vil blive lagt vægt på at gengive dem i et bybillede, som det de store forbilleder kører i.

## Sammenligning med modeljernbaner
Markedet for modelsporvogne er betydeligt mindre end det for modeltog. Modellerne fremstilles ofte kun i småserier, og selvbyg er ikke usædvanligt. Der findes dog industrifremstillede plastikmodeller, men de er ofte stærkt forenklede, og mange detaljer er kun påtrykte. I modsætning til lokomotiver er de ikke forberedt for belysning, som modelbyggere derfor selv må indbygge. Alternativt findes der enkelte mere detaljerede modeller som byggesæt. Fælles for de forskellige typer gælder i øvrigt, at motorisering ofte er valgfri, hvor lokomotiver normalt har indbygget motor, hvis de ikke er lavet specifikt til udstilling. Motorer med tilhørende hjul er ofte tilpasset den pågældende model, og indbygning kan derfor kræve visse evner.
Spor i gadebelægning som i virkeligheden findes i begrænset omfang, men også her kan selvbyg blive nødvendigt, for eksempel ved at spor til modeltog får overdækket svellerne. Driften sker i stigende grad digitalt ligesom ved modeltog. Ved analoge anlæg bruges gerne drift med køreledninger, da det forenkler drift med vendesløjfer. Sporvidder og kørestrøm er de samme som ved modeltog. De mest almindelige størrelsesforhold er skala H0 (1:87) og skala N (1:160), mens andre som skala 0 (1:45) og skala 2 (1:22,5) er mere sjældne, da de ofte fordrer selvbyg.
Modelsporveje kan laves mere realistisk end modeljernbaner. Af pladshensyn er kurverne på modeljernbaner ofte meget mindre end de tilsvarende på virkelighedens jernbaner, men sporveje har ofte netop små kurver. Desuden fylder selv lange sporvogne ikke nær så meget som lange tog. Hvor et naturtro InterCitytog hurtigt kan fylde et par meter i model og et moderne godstog betydeligt mere, så er sporvognstog sjældent længere end 50 cm. Også længden mellem stoppene er mindre. Virkelighedens sporvogne har således ca. 500 m mellem hvert stoppested, hvor der for S-togsstationer ofte er mindst et par kilometer, eller mere end de fleste har plads til i model.
Ligesom ved modeljernbanebaner foretrækker en del modulanlæg, hvor et anlæg sammensættes af flere moduler. Det er mere fleksibelt, og følger man gængse standarder, kan de sammensættes med andre personers moduler. Til gengæld skal de sættes op og pakkes ned, hver gang de skal bruges, ligesom man ofte er bundet af standardmålene på modulerne.

## Producenter
En af de første producenter af modelsporvogne var firmaet Hamo, der tilbød et komplet sortiment med spor og køreledninger. Senere fulgte Gogtram fra Ulm med legetøjssporvogne, Liliput med modeller af krigssporvogne (tysk: Kriegsstraßenbahnwagen, KSW) og i 1970'erne Rivarossi.
Nutidige producenter tæller blandt andet firmaerne Leopold Halling (Wien), Herrmann & Partner (Dresden), Beka (Dresden) og Navemo (Zürich). Halling producerer til dels også modeller for de andre. Desuden laver Roco forskellige modeller af ledvognene GT6 og GT8 fra Köln. Trafikselskabet Wiener Verkehrsbetriebe sælger modeller af en række af byens sporvogne, der er blevet meget kendte, men som generelt er simpelt udførte. I det datidige DDR fremstillede VEB Prefo Dresden enkelte kunststofbyggesæt med østtyske forbilleder, der nu fås hos Herrmann & Partner. Der har man desuden lavet en række andre byggesæt og færdigmodeller, hovedsageligt med østtyske forbilleder. Modeller af sporvogne fra Berlin til epoke II til IV (ca. 1925-1990) tilbydes af Fröwis-Modellbau.
Modelsporvogne med danske forbilleder er lavet som småserie af Swedtram og Tikøb Hobby.
Firmaerne Modellbahntechnik Hof og Luna-Tram/Tillig tilbyder sporsystemer til modelsporvogne klar til indbygning. I modsætning til normale spor til modeljernbaner, har sporene ikke sveller men har en gengivelse af brosten eller asfalt mellem skinnerne.

## Træf
Det største europæiske træf for modelsporvogne er det årlige Kleine Bahn ganz groß, der tiltrækker venner af modelsporvogne fra Tyskland og nabolandene. Udover modelsporvejsanlæg fremvises der modeller og litteratur fra overvejende ikkekommercielle udstillere. Der skiftes mellem forskellige byer, senest Plauen 25. og 26. maj 2024.
Sporvejsmuseet Skjoldenæsholm afholdt en udstilling i perioden 24.-29. juli 2018. Dansk Model-Jernbane Klub deltog med et anlæg med danske sporvogne, mens forskellige tyske klubber kom med syv anlæg. Her kunne der ses mange sporvogne og bymiljøer med nøjagtigt gengivne bygninger men også lidt fantasi som det lille tog fra Olsen-banden på sporet. Museet har også en permanent modelsporvej, ligesom der er udstillet en række modeller af sporvogne og busser.